# (34492) 2000 SP139
2000 SP139 (asteroide 34492) é um asteroide da cintura principal. Possui uma excentricidade de 0.07317790 e uma inclinação de 8.76530º.
Este asteroide foi descoberto no dia 23 de setembro de 2000 por LINEAR em Socorro.